# غريرة (تعز)
غريره هي إحدى قرى الجمهورية اليمنية. تتبع جغرافيا لمحافظة تعز وإداريًا لمديرية باب المندب. يبلغ تعداد سكانها 1636 نسمة حسب الإحصاء الذي أجري عام 2004.